# BOX TV
BOX TV（ボックスティーヴィー）は、つくばテレビが制作、アイドル専門チャンネルPigooで放送していたバラエティ番組である。

## 概要
ボックスコーポレーション所属の女性タレントによる企画プレゼン型チャレンジバラエティ。放送時期により2010年9月から2011年7月にかけて遠藤舞（当時アイドリング!!!）がMCを務めた第1期、2013年1月から6月にかけて伊藤祐奈（当時アイドリング!!!）・小宮有紗がMCを務めた第2期に分けられる。
第1期放送開始時は、MC遠藤の他、当時アイドリング!!!メンバーだった外岡えりか、長野せりな、伊藤祐奈に加え、気谷ゆみか、伊藤れいこの6人がレギュラーとされていたが、この6人が揃って番組に出演したことは一度もなく、長野が出演したのは第1期では#1のみ。
なお、第1期はつくばテレビが運営する姉妹チャンネルのエンタ!371でも放送されていた。

## 放送内容

### 第1期
| 回 | 放送日（初回） | 出演者                                                                                          | 内容 |
| -- | -------------- | ----------------------------------------------------------------------------------------------- | --- |
| 1  | 2010年9月17日  | 遠藤舞、長野せりな、伊藤祐奈、気谷ゆみか、伊藤れいこ、外岡えりか（本編欠席のためVTRによる出演） | 出演者によるプレゼン。メイドカフェ（伊藤（祐））、男装（伊藤（れ））、辛い食べ物（気谷）、太鼓の達人（長野）、つけ麺（遠藤） |
| 2  | 2010年10月17日 | 遠藤舞、外岡えりか、気谷ゆみか、沢井美優、真知りさ                                              | キャンプ場でバーベキュー、真剣釣りバトル                                                                                     |
| 3  | 2010年11月16日 | 遠藤舞、外岡えりか、伊藤祐奈、気谷ゆみか、伊藤れいこ、小宮有紗                                  | 富士急ハイランドのアトラクションをプレゼン                                                                                   |
| 4  | 2010年12月17日 | 遠藤舞、伊藤祐奈、真知りさ、吉川まりあ、伊藤れいこ、石田佳蓮、秋月三佳、喜多陽子、小宮有紗      | 料理対決・前編（おせち料理対決）※吉川・喜多・小宮が調理担当                                                                  |
| 5  | 2011年1月16日  | 遠藤舞、伊藤祐奈、真知りさ、吉川まりあ、伊藤れいこ、石田佳蓮、秋月三佳、喜多陽子、小宮有紗      | 料理対決・後編（チョコレート料理対決）※伊藤（祐）・石田・秋月が調理担当                                                      |
| 6  | 2011年2月18日  | 遠藤舞、伊藤れいこ、気谷ゆみか、秋月三佳、喜多陽子、團遥香                                      | ミニドラマを撮ろう!※伊藤（れ）・気谷が監督、秋月・喜多・團が演技担当                                                         |
| 7  | 2011年3月18日  | 遠藤舞、気谷ゆみか、真知りさ、喜多陽子、團遥香                                                  | BOX女学院 学力テスト! |
| 8  | 2011年4月17日  | 遠藤舞、伊藤祐奈、伊藤れいこ、喜多陽子、気谷ゆみか                                              | DVD発売決定記念「特典映像を撮ろう!」                                                                                         |
| 9  | 2011年7月17日  | 遠藤舞、伊藤れいこ、気谷ゆみか、喜多陽子、團遥香                                                | 2時間SP（プレイバックBOX TV、BOX写真部）                                                                                     |

※#3-5、#7-9は出演者による「BOX GIRLS TALK!」、#7・8はボックスコーポレーション所属のジュニアタレントによる「放課後BOXクラブ」コーナーあり

### 第2期
| 回 | 放送日（初回） | 出演者                                                                             | 内容                              |
| -- | -------------- | ---------------------------------------------------------------------------------- | --------------------------------- |
| 10 | 2013年1月17日  | 伊藤祐奈、小宮有紗、石田佳蓮                                                       | 料理対決、コスプレ対決            |
| 11 | 2013年2月17日  | 伊藤祐奈、小宮有紗、伊藤花菜、気谷ゆみか                                           | 役者&スタッフ体験                 |
| 12 | 2013年3月17日  | 伊藤祐奈、小宮有紗、長野せりな、秋月三佳                                           | アフレコに挑戦                    |
| 13 | 2013年4月16日  | 伊藤祐奈、小宮有紗、遠藤新菜、気谷ゆみか、沢井美優、長野せりな                     | 第一回・東京ドイツ村王決定戦 前編 |
| 14 | 2013年5月17日  | 伊藤祐奈、小宮有紗、遠藤新菜、気谷ゆみか、沢井美優、長野せりな                     | 第一回・東京ドイツ村王決定戦 後編 |
| 15 | 2013年6月17日  | 伊藤祐奈、小宮有紗、石田佳蓮、伊藤花菜、気谷ゆみか、沢井美優、長野せりな、遠藤新菜 | 総集編                            |

## DVD
- BOX-TV #1・2（ポニーキャニオン、2012年3月21日発売）[5]

## イベント
- 2010年6月27日 「スカパー!HD 663ch PigooHD PRESENTS イベント BOX 30th」（パセラリゾーツグランデ渋谷店）
  - 遠藤舞・気谷ゆみか（MC）、長野せりな、伊藤祐奈、沢井美優、真知りさ、吉川まりあ、伊藤れいこ
- 2012年4月7日 「BOX-TV」DVD発売イベント（ポニーキャニオン本社）
  - 1回目 外岡えりか、長野せりな、伊藤れいこ
  - 2回目 遠藤舞、伊藤祐奈、気谷ゆみか